# میشا کالینز
دمیتری تیپنز کراشنیک (به انگلیسی: Dmitri Tippens Krushnic) مشهور به میشا کالینز (متولد ۲۰ اوت ۱۹۷۴)، یک بازیگر آمریکایی است. میشا کالینز بیشتر برای بازی در نقش فرشته ای به نام کستیل در سریال (شبکه تلویزیونی) سی دابلیو به نام سوپرنچرال شناخته می‌شود. او همچنین در سریال شوالیه‌های گاتهام درنقش هاروی دنت نیز ظاهرشده است.

## زندگی
کالینز در بوستون ایالت ماساچوست به دنیا آمد. مادرش ربکا تریپز و پدرش ادوارد کراشینک نام دارند. او در مورد نام خانوادگی کراشنیک گفته که مطمئن نیست این نام از کجا می‌آید و به ۶ نسل قبل از او در کانادا بر می‌گردد. او قبل از بازیگری در زمان کلینتون در کاخ سفید به مدت چهار ماه کار کرده بود. کالینز تحصیلات خود را در دانشگاه شیکاگو در رشته نظریه اجتماعی به اتمام رساند. کالینز در سال ۲۰۰۲ با ویکتوریا ونتوچ ازدواج کرد. آنها یک پسر به نام وست انکسیمندر کالینز (متولد ۲۳ سپتامبر ۲۰۱۰) و یک دختر به نام مایسون ماری کالینز (متولد ۲۵ سپتامبر ۲۰۱۲) دارند.درسال ۲۰۲۰پس ازهجده سال زندگی و یازده سال اشنایی قبل از ازدواجشان ازهمدیگر جداشدند.
میشا ناشر شعر بود و در " The Columbia Poetry Review" , " The California Quarterly" و دیگر جورنالهای ادبی کار می‌کرد. فیلمی که میشا کمک کرد تا ساخته شود " Loot" که توانست " Best Documentary Feature" را ببرد.
میشا در ماراتون‌ها و الترا ماراتون‌های زیادی شرکت کرده‌است. او به همراه پسرش یک برنامهٔ آشپزی به اسم " cooking fast and fresh with west" دارد و بزرگ‌ترین برنامهٔ شکار را در جهان ترتیب داده‌است و توانسته ۵ رکورد جهانی نیز ثبت کند.
میشا زمان زیادی را در انزوای صومعهٔ یازمیت، تبت و جاهای دیگر گذرانده‌است. او یک موتور سوار نیز است. به علاوهٔ این کارهایش بخاطر کارهای دیگری مانند احساس شوخ‌طبعی و ارتباط برقرار کردنش با طرفدارانش معروف است.

## فیلمشناسی
- ارتفاعات آزادی (۱۹۹۹)
- دختر، گسیخته شده (۱۹۹۹)
- کارلا (۲۰۰۶)
- مگر آن که از روی جنازه‌اش رد شوی (۲۰۰۸)

## تلویزیونی
- افسون‌شده (۱۹۹۹)
- ۲۴ (مجموعه تلویزیونی) (۲۰۰۲)
- سی‌اس‌آی (۲۰۰۴)
- بخش فوریت‌های پزشکی (مجموعه تلویزیونی) (۲۰۰۶–۲۰۰۵)
- ان‌سی‌آی‌اس (۲۰۰۶)
- مانک (۲۰۰۶)
- سی‌اس‌آی: نیویورک  (۲۰۰۷)
- سوپرنچرال (۲۰۲۰–۲۰۰۸)
- جراحی پلاستیک (مجموعه تلویزیونی) (۲۰۰۹)

## کمپین
در ۳ دسامبر ۲۰۰۹، میشا کالینز در توییترش از فالوور هاش (که به مینیون‌های میشا معروفن) خواست که ایده‌های جدید برای یک پروژه "MinionStimulus" پیشنهاد بدن. هدف این بود که برای دولت آمریکا پول محرک[Stimulus money]جمع آوری کنند (بودجه ای که برای کمک به متوقف کردن رکود اقتصادی هست)
این هدف که جمع کردن بودجه برای دولت بود خیلی زود رها شد تا تبدیل بشه به یک گروه و وبسایت خیریهٔ خصوصی سازمان یافته که توسط Lisa Walker، که بعداً به عنوان Minion Stimulus معروف شد، شروع شد. بعد از اینکه میشا وبسایت نوپای لیزا رو دید، اون رو به مدیرعامل امور خیریه منصوب کرد. با تشویق‌ها و حمایت‌های میشا، مینیون‌ها بیشتر از ۳۰٬۰۰۰ دلار برای کمک به یونیسف برای کمک کردن به هائیتی جمع کردند.
اواسط سال ۲۰۱۰, به کمک The Art Department به عنوان سازمان مادر، Minion Stimulus تبدیل شد به Random Acts(حرکت های (کارهای) تصادفی). آماده است تا دنیا رو تسخیر کنه، یک حرکت تصادفی از مهربونی در هر زمان. (One random act of kindness at a time)یعنی یه کار از پیش تعیین نشده و ناگهانی برای کمک و مهربونی کردن به جهان. هر کار کوچیک یا بزرگی میتونه باشه.
۲۱ آگوست ۲۰۱۰، میشا سایت رو راه اندازی کرد، یه ویدئو پست کرد که هدف سازمان رو توضیح می‌داد و اعلام کرد که ۵ سپتامبر می‌دود تا برای کمک به هائیتی و پاکستان پول جمع کنه

## جوایز
- جایزه برگزیده مردم (۲۰۱۴، ۲۰۱۵، ۲۰۱۶ ،۲۰۱۸)